# Tuberaphis takenouchii
Tuberaphis takenouchii är en insektsart. Tuberaphis takenouchii ingår i släktet Tuberaphis och familjen långrörsbladlöss. Inga underarter finns listade i Catalogue of Life.